# Ctenophorus parviceps
Ctenophorus parviceps — вид ігуаноподібних ящірок родини агамових (Agamidae). Ендемік Австралії.

## Поширення й екологія
Ctenophorus parviceps мешкають у прибережних районах Західної Австралії, від Північно-Західного півострова до Карнарвона, а також на острові Берньє. Вони живуть на пляжах і прибережних пустищах, порослих спініфексом.